# 假面騎士GAVV角色列表
假面騎士GAVV角色列表展示於朝日電視台放映的特攝劇集《假面騎士GAVV》各個角色。

## 快樂調色
生真・史托瑪克（知念英和、高木波瑠（童年時期） 飾）（ 鈕凱暘、陳貞伃（台灣配音） ／ 鍾見麟（香港配音） ／ 陈啟刚（大陸配音） ）
本作主角，又名井上生真，假面騎士GAVV的變身者，被幸果以「真生」之名稱呼。
是名來自格拉紐特世界的青年，很喜歡大吃特吃各種食物，尤其是零食。
打倒敵人前的台詞為。
於劇場版《假面騎士GOTCHARD The Future Daybreak》先行登場，在黑鋼史帕納遭遇危機之時出手協助，事後將軟糖交給史帕納。
於《假面騎士GOTCHARD》最終話再度先行登場，收下了輝夜給予的“空我口嚼獸”也給予了寶太郎及輝夜兩人軟糖後向兩人道別。
第1話時逃避特工追殺而穿越扉之間，最後落入人類世界的海邊，餓昏狀態下被廣井始搭救，之後為了保護遭到格拉紐特襲擊的始，變身成假面騎士GAVV擊敗格拉紐特，由於認為自己留下會帶來麻煩而留下一封信後離去。
第2話在一星期後再度餓昏倒地的他被女主角甘根幸果獲救，並從其手中得到筆記本來記錄吃過的東西。在得知其好友佐藤律被格拉紐特襲擊後將其救出，最後為了避免引起麻煩而留下一封信後離去。
後續在闖蕩中被筋元彌彥和仲村老夫婦獲救，於第5話則被叔公丹特獲救，醒來後對著丹特斥責讓自己和母親過得不幸的父親，並指責什麼都沒做的丹特而逃離洞窟。在特工試圖對絆斗下手時出面將其拯救，最後再次回到快樂調色，在幸果的同意下再次在此工作。
第12話將受傷的絆斗救出，因叫出絆斗的名字而被察覺是熟人後，解除變身讓其得知自己的真實身份。
第14話被希塔和吉普擊落懸崖後，瀕死狀態下被絆斗搭救，回去後懇求幸果不要顧及自己的傷勢並一同吃下蛋糕。為了阻止希塔和吉普襲擊人類來引誘自己出現而再次與兩人戰鬥，因吃下蛋糕而獲得強化後，最後在戰鬥中將希塔擊敗並消滅。
第19話在口嚼獸的帶路下，將絆斗帶往酸賀研究所治療，因被酸賀研造認出是假面騎士GAVV而對其警惕。再次遇到拉格9，與其戰鬥並得知原委後，決定協助拉格9並嘗試說服他。
第22話得知在昏迷時被丹特救走，得知假面騎士BITTER GAVV的存在後趕去案發現場而遇見絆斗，並將自己的一切告訴絆斗。聯手擊敗暗黑生真後，想起過去的記憶並告訴絆斗「我見過絆斗的母親」。
自從昏迷一次後，身體與精神持續在不佳的狀態，直至28話在絆斗坦露自己對生真的心情後產生大聲的空腹聲，身體與精神完全康復。
第34話因為丹特將快樂調色的所有零食吃光，而開始品嘗下眾人自製的零食90個後，因必死的吃導致無法產生口嚼獸而焦慮，在幸果的提醒下拿出筆記本，重新喚起了自己細細品嚐美味的心情後湊齊100隻口嚼獸，與絆斗和拉奇亞聯手擊敗瑪根。
第36話被蘭戈擊敗，腦海中充斥著蘭戈「沒有做任何事的力量」的話，但在看見SNS上對假面騎士感謝的話語後，意識到一切非毫無意義。再次與蘭戈對峙時，絕對要保護這個世界的心情而覺醒新力量，並用此力量擊敗蘭戈。
第43話得知井上優是自己的舅舅，察覺到井上優的感受後，因會必須說出比其想像的還要殘酷的經歷，認為現在不是說出口的時候。
第45話從與尼艾爾布的交談得知有方法阻止波卡侵略人類世界後，要求其釋放將現在在史托瑪克公司內的壓克力人形立牌來確認其意圖。在與格拉紐特戰鬥後回想起尼艾爾布的話，決定與其一同回去格拉紐特世界，但在第46話暗殺波卡失敗並被其擊敗後，被趕來的絆斗和拉奇亞帶回人類世界。
第48話與蘭戈互相提出條件下，聯手與波卡戰鬥。被波卡踐踏時，在不放棄的決心下吃下軟糖誕生新力量後，與絆斗、拉奇亞和蘭戈聯手擊敗波卡。
- 本作中有許多嚴肅的場景，為了讓輕鬆的場景更加明亮，知念英和在飾演時參考《假面騎士ZERO-ONE》的主角飛電或人，思考如何展現出生真享受其中的模樣[19]。
- 最初的設定是以《美人魚》為原型，六人兄弟中最小的孩子這一設定也是取自此。設定其母親是人類，作為人魚主角嚮往人類世界的理由[20]。

辛木田絆斗（からきだ・はんと）（日野友輔、木村優來（童年時期）飾）（ 孟慶府（台灣配音） ／ （香港配音） ／ 刘睿（大陸配音） ）
本作第二主角，假面騎士VALEN的變身者，被幸果以「絆迪」之名稱呼。
自由撰稿人，一邊自由撰稿一邊追擊格拉紐特的情報。
是個遇到危機狀況就會毫不猶豫地衝上去的莽撞類型。
第5話從幸果得知怪物的目擊情報趕到現場後，試圖阻止特工而被發現。被生真拯救後，在其他被拯救的人們認為假面騎士GAVV是怪物時，為其辯護聲稱他是「假面騎士」而非怪物。
第6話在發現被分成兩半的鹽谷壯士的壓克力人形立牌後，請求酸賀研造協助但得到無法拯救的回答，為了復仇讓酸賀研造在身體上植入格拉紐特的器官，手術後發現對鹽谷壯士下手的格拉紐特，變身成假面騎士VALEN擊敗該格拉紐特，戰鬥結束後於第7話與假面騎士GAVV在確認彼此是盟友後，沒有揭露各自的真實身份的狀態下分別。
第10話結尾時因用完巧克咚口嚼獸而向生真請求給予，隨後從生真手上獲得口嚼獸。
第11話在陷入苦戰時仍成功拯救鳥谷榮美，隨後被格拉紐特強烈的攻擊擊中而解除變身，被生真發現自己是假面騎士VALEN的變身者。
第12話時得知生真就是GAVV後，質問他為何不打倒格拉紐特反而是救他，在生真解釋後向其道歉，並訴說自己為何痛恨格拉紐特的原因。
第16話在遭到羅喬囚禁時，因聽到關於史托瑪克社的相關情報，本打算借此深入其大本營，但隨後被前來搭救的生真制止，卻因此懷疑生真似乎隱瞞某些事情。
第18話在拉格9等人撤離後，向認出尼艾爾布的生真詢問關於史托瑪克社更詳細的情報，回去後利用SNS讓人們遠離圍巾女。再次戰鬥時拖住拉格9，讓生真去追擊格拉紐特，最後被拉格9擊敗而失去意識。
第21話從葛羅塔的口中得知生真是史托瑪克一家最小的孩子後，對隱瞞自己是格拉紐特的生真激烈的盤問，認為生真與拉奇亞等格拉紐特聯手並憤怒的離去，直到得知大量失蹤事件受害者回歸的消息後，才察覺到拉奇亞是被生真說服加入。
第22話從生真口中得知其身世後，並為了自己執著於對格拉紐特的憎恨導致生真無法開口說出一切的事向生真道歉。
在難以接受自己的母親因生真而死，並從酸賀那得到強大的力量後選擇獨自一人戰鬥，第25話在擊退暗黑生真，生真趕來後，無視生真的呼喚直接離開。
第27話因使用巧克德口嚼獸會導致胸痛沒有緩解而進入酸賀研究所時發現兩位暗黑生真後，拒絕酸賀的支援逃離該處，倒地時被生真和幸果發現後帶往丹特的家。因生真被酸賀當成人質後接受其要求見面，從其口中得知鹽谷壯士是為了釣出絆斗而被酸賀與尼艾爾布殺害。
第28話因得知鹽谷的死因是因為自己而自責，在生真的鼓勵下振作起來。再次遇上酸賀時聽從生真的指示逃走，從丹特手中獲得變身裝置回來，並從生真那獲得新的口嚼獸後，使用新力量擊敗酸賀。與生真一同回去時對其表達自己的心情並和好。
第37、38話得知在幫忙宣傳的日式點心店的點心師傅健二是自己多年來追尋的格拉紐特後，在健二的請求下給予其完成新作的日式點心的寬恕期限後再復仇。在健二完成後偷偷與其一同出去，但因不想從寬人身邊奪走其身邊無可取代的存在而沒將其消滅。
第42話在被酸賀催眠後攻擊生真和拉奇亞，拉奇亞利用毒素產生幸福感後才暫時平靜，之後在與自己搖擺不定的內心爭鬥下自行解除洗腦，趕去與生真和拉奇亞會合並與尼艾爾布交戰。後來下定決心告訴生真，井上優是生真的舅舅這件事情。
甘根幸果（あまね・さちか）（宮部希飾）（ 楊詩穎（台灣配音） ／ （香港配音） ／ 关云月（大陸配音） ）
本作女主角。
萬事屋「快樂調色（はぴぱれ）」的辣妹社長，也是將生真撿拾回家之人。
是個希望大家都能幸福，開朗活潑的女孩。
第2話時看到生真在吃零食時的幸福感及對零食的嚮往，於是給予他筆記本，讓他記錄那種感動。
第3話時接受絆斗的委託，並將假面騎士GAVV出現的情報告知絆斗。
第5話在生真請求回來快樂調色工作時，向其表示不要再默默離開就答應請求。
第11話時在找尋失蹤的鳥谷榮美時，在街道上與來人類世界視察的蘭戈擦身而過。
第13話時教導從未做過蛋糕的生真製作出奶油蛋糕，並在第14話時一起品嚐。
第21話從絆斗的口中得知生真的真實身分後，第22話仍擔心去買東西卻沒回來的生真，對生真的信任與想要相信他的心情沒有改變，第23話從生真口中得知一切後同情生真的遭遇，並決定像往常一樣相處。
第25話從拉奇亞跟生真口中得知格拉紐特的食物來源時大為驚訝，之後以生真的體力還沒恢復正常的理由招攬拉奇亞在快樂調色打工。
第26話在拉奇亞與源浩二產生衝突後，真摯地勸拉奇亞去找浩二，希望拉奇亞不要後悔，並且能夠獲得幸福。
在丹特過世後，才驚覺到與史托瑪克社的戰鬥如此凶險，也感受到生真、絆斗和拉奇亞三人失去重要之人的痛苦。
第45話看見拉奇亞的真實姿態，從其口中得知曾襲擊過人類而不快，但在目睹拉奇亞拼命救援人類後，最後決定支持他。
第46話得知之前撞到的斗篷男就是生真的大哥蘭戈時驚訝不已，但看見他毫無留情地殺害打工的格拉紐特時憤而與他爭執。
- 最初設定為一本正經的角色，但由於兩位主角的性格過於陰鬱沉重，後來改成開朗的角色[20]。

拉奇亞・阿瑪加 / 拉格9（莊司浩平聲、飾）（ 江志倫（台灣配音） ／ （香港配音） ／ 肖璟（大陸配音） ）
本作第三主角，假面騎士VRAM的變身者，被幸果以「拉奇安」之名稱呼。
經由尼艾爾布改造後，正式成為史托瑪克社打工人員的格拉紐特，代號為拉格9，能使用獨特的毒來大量收集高品質的壓克力人形立牌。
實際上因自己的弟弟與黑暗零食扯上關係而失去性命，並在到處尋訪之後得知來源是史托瑪克社之下，藉由與弟弟相同的方式，成為打工人員潛入並尋找出真相。
口頭禪為，喜歡吃的東西為石頭。
第17話暗地收到尼艾爾布提出「擊敗格拉紐特獵人，假面騎士GAVV和假面騎士VALEN」的委託。在生真與絆斗追擊試圖襲擊幸果的格拉紐特時出現在兩人面前，變身成假面騎士VRAM。
第18話因壓倒性實力被絆斗質疑是史托瑪克家族的人後，一反常態暴怒地將絆斗擊倒。
第19話得知是為了自己的弟弟，不計任何犧牲進行復仇。在生真提出協助尋找真相的選擇，內心產生動搖，第20話在生真認為科梅爾是不想再綁架人類而死後，向生真透漏自己的真名並一同潛入史托瑪克社。
第25話協助幸果的工作，護衛源浩二前去見虛擬直播主甲蟲男，在得知是格拉紐特偽裝後保護浩二，與該格拉紐特對峙，第26話看見不聽勸言的浩二而與自己的弟弟重疊，在與生真一同擊敗格拉紐特，幫助浩二奪回頻道，重新認識到人類世界沒有那麼糟。
第35話得知大量失蹤事件後，推測是蘭戈的計策，利用自己的毒素能力來捕獲人類，並對自己曾經在史托瑪克社打工過而煩惱，分頭行動後前去請求丹特製作自己的毒的中和劑。
第39話在看見丹特已經被葛羅塔殺死，並看見丹特身上的傷痕而意識到科梅爾是被葛羅塔殺害後追上葛羅塔，並從葛羅塔口中確認其是傷害科梅爾的兇手。
第40話在四處尋找葛羅塔時，被為了救人而壓抑私情的生真感化。在與生真一同和葛羅塔對峙時決定結束復仇，下定決心救人後，使用從生真誕生出新口嚼獸的力量擊敗葛羅塔。
第47、48話為了阻止被催眠的幸果和井上優，將兩人變成壓克力人形立牌，後來嘗試使用中和劑，將兩人恢復原樣後，成功解毒而解除催眠狀態。
- 怪人樣貌以水母為設計概念[38]。
- 「潛入史托瑪克社」的設定，源自於最初設定中「格拉紐特世界的警察組織的潛入調查官」這一設定的殘留[48]。
- 在外觀設定上以波浪狀的頭髮、搖晃的耳環、戒指的細節等部分展現水母般的感覺，但刻意避免讓身體搖晃的動作表現，而是設定以單腳為重心的站姿[49]。

## 史托瑪克一家
蘭戈・史托瑪克（塚本高史飾）（ 傅品晟（台灣配音） ／ （香港配音） ／ 王敏纳（大陸配音） ）
史托瑪克一家的長男，史托瑪克社的第三代社長，在賈爾達克一家介入後降職為負責採購管理擔當。
第8話因希塔與吉普的說溜嘴而得知兩人隱瞞了很多事情而將兩人開除作為懲罰，雖然之後答應取消決定的請求，但在第11話因未完成的關係將兩人正式開除。
第12話在巡視完人類世界並得知生真逐漸進化之事後，打算在格拉紐特世界中招募全新的一群格拉紐特為己用，並在第13話時葛羅塔告知希塔與吉普離家出走之時表示不用去理會，並表示兩人鬧越大反而有助於他的計劃進行。
第15話時從特工口中得知希塔與吉普對決生真的結果時，反而認為若不是兩人不經思考衝動行事，也不會落得如此下場。
第21話在得知生真與拉奇亞闖入工廠帶走大量的壓克力人形立牌一事後，命令葛羅塔與尼艾爾布加強史托瑪克社與黑暗零食工廠的保全。
第29話對吉普將史托瑪克社的核心秘密告知賈爾達克一家的事感到不滿。
第35話為了大量訂單的黑暗零食而開始大量捕獲人類，並在機場擊退生真等人，36話襲擊演唱會場地時再次與生真對峙，最後被覺醒新力量的生真擊敗。
第40話在見證葛羅塔的最後之後，誓言要重建史托瑪克社。
第42話時旁觀尼艾爾布所實行的計劃時，被找尋黑斗篷男子下落的幸果撞見。
第46話將打工人員消滅時發現一旁關注的幸果，在絆斗和拉奇亞趕來後打開往格拉紐特世界的大門，並說出期待生真和尼艾爾布的戰果。
第48話與生真互相提出條件下，聯手與波卡戰鬥，綁架莉澤爾引誘波卡。戰鬥中成功偷襲波卡後，與生真、絆斗和拉奇亞聯手擊敗波卡，最後違背與生真的約定，奪走並使用波卡的計畫，企圖再製造黑暗零食。
葛羅塔・史托瑪克（千歳まち飾）（ 薛晴（台灣配音） ／ （香港配音） ／ 姜贺（大陸配音） ）
史托瑪克一家的長女，負責監督糖果的生產，在賈爾達克一家介入，且在蘭戈被擊敗後被任命為採購管理擔當。
第7話因原料的壓克力人形立牌減少而進行巡查，在質問希塔與吉普後親自去打工現場視察而遇見絆斗，與其戰鬥。
第15話時得知希塔遭到擊敗、吉普下落不明時指責尼艾爾布袖手旁觀。
第20話迎擊潛入黑暗零食工廠的生真和拉奇亞，到人類世界與兩人戰鬥，離開前說出生真是史托瑪克一家最小的孩子，讓在場的拉奇亞和趕來的絆斗得知。
第21話將拉奇亞的背叛及其假面騎士的身份告知蘭戈，也順便吐嘈蘭戈的識人不明及尼艾爾布的看漏了眼。
第38話為了殺雞儆猴成為從公司逃脫的格拉紐特處刑人，將已經改過自新的健二肅清。
第39話得知丹特還活著後前去尋找，並要求協助奪回史托瑪克公司，但在被說出自己其實是無法忍受家人被拆散而孤獨的心情後，憤怒的將丹特殺死。
第40話使用拉奇亞的毒素開始大量捕獲人類，被發現後與生真和拉奇亞戰鬥，最終不敵獲得新力量的拉奇亞，被其擊敗後死亡。
- 葛羅塔的怪人樣貌以海怪為設計概念，參考了北歐神話的「挪威海怪」[57]。

尼艾爾布・史托瑪克（瀧澤諒、楠楓馬（童年時期）飾）（ 江志倫（台灣配音） ／ （香港配音） ／ 黄玮（大陸配音） ）
史托瑪克一家的次男，其個性相當腹黑，技術開發擔當。
第14話結尾時造訪酸賀研造的研究所與其見面，於第15話時將人類世界的零食帶回格拉紐特世界進行研究後，於第16話研發出新的道具。
第18話出現在生真和絆斗面前，介紹自己研發的假面騎士VRAM後與拉格9一同撤離，之後與拉格9去酸賀研造的研究所，向酸賀展示自己的發明。
第26話再次造訪酸賀研究所，並向酸賀告知自己很久沒造訪的原因，並在酸賀說出為了幫絆斗強化而像他一樣開發出人造口嚼獸時提出自己的疑惑，而酸賀也說出自己的回答。
第33話用酸賀的研究資料製作出的BITTER GAVV移植到瑪根身上，並為波卡・賈爾達克效力，於34話成為波卡總統直屬的技術開發人員。
第37話向波卡報告表示因蘭戈的戰敗而導致黑暗零食原料的供應大減，但被莉澤爾表示要尼艾爾布自己趕快解決問題。
第45話向生真請求其奪回史托瑪克公司成為新任當家。在將目前公司內的所有壓克力人形立牌交給生真後，與答應請求的生真一同回到格拉紐特世界。
第47話創造新的口嚼獸強制讓人們幸福來產生大量的壓克力人形立牌。在與生真和絆斗戰鬥中，在波卡抵達後企圖反叛，但卻被波卡看穿計策而自爆身亡。
- 尼艾爾布的怪人樣貌以巨蛇為設計概念，參考了北歐神話的「耶夢加得」[61]。

希塔・史托瑪克（川崎帆帆花、田邊瑛里（童年時期）飾）（ 陳貞伃（台灣配音） ／ （香港配音） ／ 戈昕宇（大陸配音） ）
史托瑪克一家的次女，與吉普是雙胞胎的關係，採購管理擔當。
因同父異母的弟弟生真深受母親的關愛，對其抱持著深重的憎恨與嫉妒。因業務受到生真的妨礙，與吉普一同被解雇，並因被強迫與富裕階層進行政治婚姻而逃離史托瑪克一家。
第13話決定不惜一切代價擊敗生真，與生真的戰鬥中在強烈的憎恨狀態下將其壓制，雙方在使出最後一擊後將生真擊落懸崖。
第14話在誘出生真並再次戰鬥後，因生真獲得強化而趨於劣勢，最後在保護吉普後，受到生真的攻擊而被其消滅。
- 希塔的怪人樣貌以狼為設計概念，參考了北歐神話的「斯庫爾」[65]。

吉普・史托瑪克 / 吉普・賈爾達克（古賀瑠、楠楓馬（童年時期）飾）（ 薛晴（台灣配音） ／ （香港配音） ／ 刘知否（大陸配音） ）
假面騎士BITTER GAVV的變身者。
史托瑪克一家的三男，與希塔是雙胞胎的關係，採購管理擔當，在賈爾達克一家介入後成為史托瑪克社的副社長。
因同父異母的弟弟生真深受母親的關愛，對其抱持著深重的憎恨與嫉妒。因業務受到生真的妨礙，與希塔一同被解雇，並因被強迫與富裕階層進行政治婚姻而逃離史托瑪克一家。
第13話決定不惜一切代價擊敗生真，與生真的戰鬥中在強烈的憎恨狀態下將其壓制，雙方在使出最後一擊後將生真擊落懸崖。
第14話在希塔遭到擊殺後，因失去希塔而悲傷，將自己的頭髮削成與希塔相似的髮型。
第15話因羅喬的提議而召喚自己的特工協助，但在16話時得知囚禁對象是絆斗後就失望離去。
第29話在格拉紐特世界傷心時偶遇莉澤爾，為了向蘭戈和生真等人出口怨氣而提供情報吸引莉澤爾，並與莉澤爾結婚成為賈爾達克一家的上門女婿。
第34話向質問莉澤爾的葛羅塔表示為了幫希塔報仇，所以他需要莉澤爾。
第36話將蘭戈的下一個襲擊地點告知生真，但在看到蘭戈被生真擊敗後反而感到震驚。
第37話因自己的計畫導致蘭戈戰敗而沮喪，並被要為希塔復仇的惡夢煎熬，醒來後還受到葛羅塔的威脅而對打倒生真燃起強烈的執念，但戰鬥後仍不敵生真而被莉澤爾救走，第38話在莉澤爾的勸說下接受尼艾爾布的提議，讓其改造獲得變身成假面騎士BITTER GAVV的能力。
第41話時因自己的關係，導致蘭戈跟葛羅塔遭到生真等人擊倒，甚至讓史托瑪克一家面臨瓦解，因此情緒受到嚴重打擊。
- 吉普的怪人樣貌以狼為設計概念，參考了北歐神話的「哈提」[65]。

丹特・史托瑪克（多田野曜平聲）（ 傅品晟（台灣配音） ／ （香港配音） ／ 高旭东（大陸配音） ）
生真及史托瑪克一家的叔公（大叔父）。
曾為史托瑪克社的技術部門擔當，但對人類世界的零食沉迷後，從格拉紐特世界來到人類世界隱居。
過去在布修・史托瑪克的委託下對年幼生真的GAVV進行改造。
第6話生真再次造訪並請求協助之時，因自身也是史托瑪克家的人而對該請求不知所措，但在為了人類的零食而決定協助生真。
第7話在生真造訪時將自己新開發的手機道具交給生真，並向其介紹功能。
第13話在生真詢問關於身為人類的絆斗卻能使用格拉紐特的力量進行戰鬥之事時，向其解釋原因並表示懂得相關手術的只有格拉紐特。
第15話在生真詢問是否有格拉紐特能逃脫史托瑪克社的控制時，向其表示只要對黑暗零食上癮的格拉紐特基本上就很難脫離控制，並在第16話因此導致生真糾結的事感到抱歉，但隨後建議生真別透露自己為格拉紐特混血的身份，避免反被絆斗作為消滅目標。
第22話得知在生真昏倒時救了他，認為生真吃下零食製造出口嚼獸，卻沒有吐出來的原因是因為真實身份被絆斗得知，導致受到精神上的打擊。
第23話向來造訪的生真與拉奇亞說出關於史托瑪克社的背景，並表示製作黑暗點心相當無趣，所以把一切交給尼艾爾布後，就離開史托瑪克社來到人類世界生活。
第24話在拉奇亞打算解決他時，向拉奇亞表示自從與生真再相遇後，開始反省了過去自己製作出黑暗點心的行為，並希望拉奇亞在解決他之後繼續幫助生真，隨後在拉奇亞收手時，將手機跟零食交給拉奇亞。
在被尼艾爾布發現根據地，並拒絕與其合作後，第33話為了幫助生真，甚至使用自己GAVV的牙齒來製作出新的強化道具。
第39話因身體不佳而對於研發拉奇亞委託的物品停滯不前，為了轉換心情答應幸果的提案一起做布丁聖代。被葛羅塔找上後看透其孤獨的心情，說出想幫葛羅塔與生真和解後被其用鐮刀殺死。
第40話時藉由生真的口嚼獸，向眾人傳達錄下的生前訊息，並告訴拉奇亞已經完成其委託製造的中和劑。
布修・史托瑪克（竹内良太聲）（ 孟慶府（台灣配音） ／ （香港配音） ／ 巴赫（大陸配音） ）
生真及史托瑪克一家的父親，丹特的姪子。史托瑪克社的第二代社長。
因不明原因而將年幼的生真和井上美智瑠關在史托瑪克宅邸中。
第44話得知是被蘭戈暗殺而死亡。
宗布・史托瑪克（島田敏聲）（ （台灣配音） ／ （香港配音） ／ （大陸配音） ）
生真及史托瑪克一家的祖父，布修的父親，丹特的哥哥。
史托瑪克社的創始人兼初代社長，也是讓丹特製造出黑暗點心的「黑暗點心之父」。
- 宗布跟布修的替身演員皆由繩田雄哉擔任[69]。

## 格拉紐特世界相關人物
井上美智瑠（いのうえ・みちる）（中島亞梨沙飾）（ 薛晴（台灣配音） ／ （香港配音） ／ 刘芊含（大陸配音） ）
生真的母親。
長時間在格拉紐特世界居住，告訴生真關於人類世界許多美味的點心，並提醒他禁止吃家裡的黑暗零食。
在布修・史托瑪克死後，失去其庇護而被史托瑪克社的人變成壓克力人形立牌。
第41話在絆斗的調查下得知為甜點咖啡廳「向陽」的老闆井上優的妹妹。
酸賀研造（すが・けんぞう）（淺沼晉太郎飾）（ 江志倫（台灣配音） ／ （香港配音） ／ 傅晨阳（大陸配音） ）
假面騎士BAKE、假面騎士BITTER GAVV的變身者。
謎之格拉紐特研究家，在與假面騎士GAVV接觸的同時與絆斗結識，成為絆斗的協助者並告訴其關於黑暗零食和格拉紐特的詳情。
執著於「創造出最強生物」，會為了實驗不擇手段。
第4話在研究所向絆斗提出「偷偷帶回口嚼獸，就有可能成為假面騎士」的提案，並於第6話向絆斗說明要使用VALEN破壞銃變身需要在身上移植格拉紐特的器官，在絆斗決定要成為假面騎士後替其進行植入手術。
第8話告知絆斗格拉紐特的人類偽裝無法隱藏腹部的嘴。
第10話結尾收到拍攝絆斗與生真在跟格拉紐特戰鬥的影片快遞。
第15話與前來拜訪的尼艾爾布暗中進行交流，並從其手中獲得新的格拉紐特器官。
第19話與生真正式見面時，趁生真不注意採集其衣服上的頭髮。
第22話在被拉奇亞質問時，表示自己不是任何人的同夥，只是想要研究自己感興趣的事物。
第23話在絆斗口述他所知的情報後，將自己手上持有的4個巧克德口嚼獸以情人節禮物的名義交給絆斗，在第25話從絆斗口中得知巧克德口嚼獸的使用效果。
第27話在絆斗逃離後，抓住前來的生真作為人質來讓絆斗現身，現身後為了測試假面騎士BAKE的能力向生真提出戰鬥，並向生真和絆斗講述為了研究犧牲眾多人，包含絆斗的師傅鹽谷壯士。第28話再度找上絆斗，企圖將其帶回，但最後不敵獲得新力量的絆斗，被其擊敗後倒在路邊。
第41話成為了尼艾爾布的無自我意識傀儡，並被改造成格拉紐特的身體及變身假面騎士BITTER GAVV，第42話被生真與拉奇亞聯手擊敗。
波卡・賈爾達克（舟木健飾、安元洋貴聲）（孟慶府（台灣配音） ／ （香港配音） ／ 任景行（大陸配音） ）
格拉紐特世界的總統（大統領），莉澤爾的父親。
對人類世界和黑暗零食感興趣，非常溺愛莉澤爾。與吉普一同進入史托馬克社後，強迫蘭戈提供情報，追究史托瑪克社壟斷技術與知識，並利用黑暗零食來控制格拉紐特世界的富商瑪根，還以黑暗零食的非法性質為由，用懷柔政策來逼迫蘭戈，表示即使被警方察覺也會由自己出面打點。
第34話結尾時除了將尼艾爾布點名為自己直屬的技術開發人員外，還向史托瑪克社下訂1000萬個黑暗零食。
第41話中，為了大量獲得黑暗零食，而正計劃著將人類世界牧場化，將擁有催眠能力的格拉紐特屍體交給尼艾爾布，利用此力量來控制人類。
第43話時為了得到人類世界而以巡視的名義與莉澤爾一同前往。
第48話為了拯救被綁架的莉澤爾而與生真、絆斗、拉奇亞和蘭戈戰鬥，最後因生真誕生出新力量，並且被蘭戈偷襲，而被四人聯手消滅。
- 波卡的怪人樣貌以「克蘇魯」的巨大化姿態為設計概念[47]。

莉澤爾・賈爾達克（鎌田英怜奈飾）（陳貞伃（台灣配音） ／ （香港配音） ／ 唐嶷（大陸配音） ）
吉普的結婚對象，格拉紐特世界的總統千金，史托瑪克社的新任社長。
在格拉紐特世界遇上傷心的吉普後，不知為何被吉普吸引而與其結婚，對人類世界感興趣。
擁有異於常人的美感品味，會覺得因希塔被消滅而痛苦的吉普很可愛，把鬆餅上的醬弄得亂七八糟後覺得鬆餅可愛。
瑪根（二橋進一飾、高木渉聲）（  （台灣配音） ／ （香港配音） ／ 李铫（大陸配音） ）
假面騎士BITTER GAVV的變身者，格拉紐特世界的富商。
支援波卡・賈爾達克的格拉紐特，擁有豐富的資金力與廣泛的人脈，對政財界擁有極大的影響力。
為了獲得黑暗零食而接受改造，獲得變身成假面騎士BITTER GAVV的能力，來排除在人類世界的生真等人。

## 其他角色
鹽谷壯士（しおや・そうし）（小松利昌飾）（ 傅品晟（台灣配音） ／ （香港配音） ／ 周健（大陸配音） ）
新聞記者，辛木田絆斗在撰稿人方面的師傅。
在被格拉紐特襲擊而變成壓克力人形立牌後，被分成兩半而死亡。
辛木田早惠（からきだ・さえ）（我妻三輪子飾）（ 陳貞伃（台灣配音） ／ （香港配音） ／ 武桢鑫（大陸配音） ）
絆斗的母親。
在絆斗的記憶中得知遭到不明怪物的襲擊而失蹤。
在試圖從史托瑪克公司的工廠逃離時遇見小時候的生真，與生真一同行動後被蘭戈發現，最後在生真面前被作為黑暗零食的材料。
暗黑生真（知念英和二飾）（ 鈕凱暘（台灣配音） ／ （香港配音） ／ 陈啟刚（大陸配音） ）
假面騎士BITTER GAVV的變身者。
由酸賀研造利用生真的頭髮和血液所製造出的複製人，稱呼酸賀為主人。
性格粗暴，因倫理觀尚未發展成熟，常依照自身慾望進行掠奪與破壞，曾無差別襲擊商店，狂吃各種點心零食。
被培養出複數的個體，以成為最強生物為目的，會繼承戰鬥數據。
井上優（いのうえ・まさる）（半田周平飾）（ （台灣配音）／ （香港配音）／ 黄志宇（大陸配音） ）
甜點咖啡廳老闆，井上美智瑠的哥哥，生真的舅舅（伯父）。
在20年前美智瑠行蹤不明後，雙親因過度的心力交瘁而去世。生真在格拉紐特・歐奇爾的事件後成為常客造訪該店，之後經由絆斗的調查，才得知是美智瑠的哥哥。

## 其他演出人員
- 謎之男[註 46] - 片桐仁[註 47]（1）
- 廣井始[註 48] - 平野絢規（1、2、44）
- 始的母親 - 芳野友美（1、2）
- 始的父親 - 森山祥五（1、2）
- 白壁惠子[註 49] - 木元優子[註 50]（1）
- 佐藤律[註 51] - 田中梨瑚（2、3、35、36）
- 慢跑男[註 46] - 坪倉由幸（2）
- 筋元彌彥 - 阿部亮平（3）
- 便當屋店員[註 46] - 小鳥遊可奈（3）
- 社長 - 加藤滿（3）
- 仲村良治 - 花前浩一（4）
- 仲村睦子 - 磯西真喜（4）
- 仲村誠（照片）- 知念英和[84]（4）
- 街頭藝人[註 46] - 西野純一郎（5、6）
- 孩子 - 堂宮鼓太郎（5）
- 母親 - 藤田悠未（5）
- 男人 - 河中奎人（6）
- 女人 - 結稀キナ（6）
- 寶屋敷雅子[註 52] - 山口果林（7、8）
- 立彫珠希[註 53] - 安藤奈奈子（7、8）
- 繪川末繼[註 53] - 辻岡甚佐（7、8）
- 岩清水克美[註 46] - 金重陽平（7）
- 阿曼托・沙丁魚[註 46] - KOUROSH AMINI INGO（8）
- 蛋糕店店長[註 46] - 赤澤遼太郎（9、10）
- 高瀨希梨 - 太田結乃（9、10）
- 里香 - 諏訪結衣（9）
- 原田老師[註 54] - 板倉武志[85]（9）
- 男子 - 石井楓薫（9）
- 少年 - 福田清太（9）
- 夫人 - 福本さち（9）
- 女性 - 倉澤志央（9）
- 大叔 - 小川大二郎（10）
- 主婦 - 夏海遙（10）
- 鳥谷榮美 - 石川瑠華（11、12）
- 鳥谷葉奈 - 齊藤里奈（11、12）
- 小六男子[註 46] - 加藤岳（11、12）
- 街頭音樂家可兒[註 46] - 岸洋佑[註 55]（13 - 16）
- 藝術家 - 霜山京（13）
- 法官 - 帆足健志（15）
- 被告人[註 56] - 山口改（15）
- 電影演員 - 水石亞飛夢[註 57]（16、17）、都丸紗也華（16、17）、真嶋優（17）
- 附近的主婦 - 大寺亞矢子、高園みほ（17）
- 劇場工作人員 - 市原朋彥（17）
- 上班族 - 枝光利雄（17）
- 御手洗武 - 渡邊樹（17）
- 圍巾女[註 46] - 龜田七海（17、18）
- 御手洗武的父親 - 持永雄惠（20）
- 御手洗武的母親 - 八重澤ひとみ（20）
- 藝術家 - 久保雄司、森谷勇太（20）
- 關東煮店老闆 - 今井靖彥[註 58][86][87]（21）
- 咖啡廳店員 - 梶山翔太郎[註 58][87]（21）
- 點心店老闆 - 神尾直子[註 58][86][87]（21）
- 燒肉店大廚[註 46] - 街裏粉紅[69]（23、24）
- 拳谷加太郎[註 59] - 浦山佳樹[69]（23、24）
- 被暗黑生真襲擊的駕駛 - 鍜治洸太朗[69]（23）
- 源浩二 - 橫山步（25、26）
- 委託人 - 水嶋ミナ（25）
- 女性 - 坪井緒紗（25）
- 路人 - 榮男樹（28）
- Jieis・櫻井 - 海老原恒和（29）
- 櫻井的妻子 - 倉橋うみ（29）
- Jieis・宇川 - 結城洋平（29）
- Desk Workers女性 - 廣畑咲奈（29）
- 年長觀眾[註 46] - 肥後克廣（29、30）
- 理髮師[註 46] - 坂口辰平[88]（31）
- 井上遙 - 鈴木タカラ（31）
- 商店店員 - 三嶋健太（31）
- 男孩 - 橫井尊（34）
- 母親 - 最上夏葵（34）
- U・M・A[43]
  - 苦力 - 青木駿（35、36）
  - 王子 - 溝口雄大（35、36）
  - 烏鴉 - さくまとものり（35、36）
  - 西格 - サガワハヤト（35、36）
- 齋藤健二[註 46] - 吉岡睦雄（37、38）
- 安藤寬人 - 金泉雄土哉（37、38）
- 安藤玲奈 - 吉野實紗（37、38）
- 播報員 - 八木優衣（37）
- 木皿 - 芝崎昇（39、40）
- 木皿的妻子 - 奧田由美（39、40）
- 商店街的人 - 矢彥澤清志（40）
- 吃石頭的男子[註 60] - 村岡弘之[註 58][61]（41）
- 吉田 - 宮武真央（42）
- 針織帽男[註 46] - 保坂直希[68][53]（44、46）
- 占卜師[註 46] / 格拉紐特・特索 - 水野智則[89]（45）
- 飼主 - 森本千佳子（45）
- 海帶男[註 46] - 里中將道[90]（超戰鬥DVD）

## 聲音演出
- 口嚼獸、特工 - 櫻井皓基、東海林亞祐[1]
- 格拉紐特・波恩的聲音 - 石住昭彦[91]（3）
- 小六男子、格拉紐特・厄爾利的聲音 - 田中美央[92]（11、12）
- 格拉紐特・喬爾的聲音 - 前野智昭（17、18）
- 科梅爾・阿瑪加[註 61] - 山本和臣[93][37]（18、19、25、26）
- 暴風雪酪杯口嚼獸 - 喜屋武和輝[94]（24 - 26）
- 甲蟲男、格拉紐特・魯・彼特的聲音 - 小野友樹（25、26）
- 雙拼冰沙口嚼獸[70]（28、29、31、32、37、41 - 43、46 - 48）、管家[81][95] - 下和田ヒロキ
- 格拉紐特・梨帕的聲音 - 坂口辰平（32）
- 布丁特口嚼獸 - 円くるみ[52]（40 - 42、45）
- 格拉紐特 - 仁胡（44）
- 佐藤茶 - 小伏伸之[96]（舞台劇）
- 兔子[註 46] - 佐藤拓也[96]（舞台劇）
- 老鼠 - 竹中悠斗[96]（舞台劇）